# Величко, Валериан Вадимович
Валериа́н Вади́мович Вели́чко (9 января 1874, Москва, Российская империя — 9 февраля 1956, Николина гора, Московская область, СССР) — русский учёный, советский кремлёвский врач, коллекционер, библиофил. Основатель научного изучения сердца в первой половине XX века.
Главный военный врач во время Русско-японской и Первой мировой войн (1904—1918), Старо-Екатерининской больницы, Кремлёвской больницы Совета Народных Комиссаров, Московского клинического института. Личный врач Ульяновых-Лениных.

## Биография
Родился 9 января 1874 года в семье известного московского нотариуса и был пятым ребёнком. Отец, Вадим Кириллович Величко — коллежский асессор. Шестеро детей Вадима Кирилловича Величко и Клавдии Ивановны Живаго: Сергей (1866—1947), Мария (1867—1938), Зоя (1869—1959), Юрий (1872—1919), Валериан (1874—1956) и Наталья (1879—1953) жили интересной и насыщенной жизнью в доме № 16 в Большом Спасском (Большой Каретном) переулке, бывшем доме М. С. Щепкина.

### Образование
Первоначальное образование Валериан Вадимович получил в домашней обстановке, а затем поступил в Московскую классическую гимназию, «после окончания которой, поступил в Императорский Московский Университет в 1893 году на естественное отделение Физико-механического факультета, который окончил в 1897 году с дипломом I степени и поступил на 3-й курс медицинского факультета, который окончил в 1901 году» — пишет Величко в своей автобиографии. После окончания университета «лекарь Величко» получил место ординатора в Институте для лечения опухолей имени Морозовых — это первое онкологическое учреждение в России, основано в 1898 году по инициативе профессора Московского университета Л. Л. Левшина и его ученика профессора В. М. Зыкова. Там В. В. Величко проработал до августа 1902 года, когда был призван в армию как младший врач 3-го запаса Кавалергардского полка.
Вернувшись со службы, в ноябре 1903 года Величко устроился экспертом в Мариинскую больницу для бедных (Московский туберкулезный Институт с 1918 г., ныне Научно-исследовательский институт фтизиопульмонологии Московской медицинской академии имени И. М. Сеченова), которая была построена на средства Московского присутствия Опекунского совета учреждений императрицы Марии Фёдоровны Но уже в 1905 году Величко был вновь мобилизован на Русско-японскую войну и назначен врачом 40-го военно-санитарного поезда.
Величко был хорошим диагностом и ставил диагнозы без ошибок. Помимо обычной практики, Величко также служил военным врачом во время Русско-японской и Первой мировой войн.
Был кремлёвским врачом, курирующим семью Ульяновых-Лениных.
В 1986 году Московский государственный университет получил в дар коллекцию графики и библиотеку В. В. Величко в составе 3371 томов, среди которых издания по истории, истории искусств, рукописи XIV—XIX вв., старопечатные книги XVI—XVII вв., инкунабулы и палеотипы, периодика XVIII—XX вв., русская литература XVII—XX вв. В настоящий момент коллекция В. В. Величко хранится в Отделе редких книг и рукописей Научной библиотеки МГУ имени М. В. Ломоносова.

## Последние годы и смерть
Зимой 1955—1956 года Валериан Вадимович сильно простудился у себя на даче на Николиной горе и скоропостижно умер 9 февраля 1956 года из-за отека легких. Похоронен В. В. Величко так же, как М. С. Щепкин, на Пятницком кладбище в Москве в семейной могиле..
Известно, что о судьбе своей коллекции доктор думал ещё при жизни и старался пристроить вещи из собрания в различные музеи и библиотеки Москвы. Благодаря своей страсти собирательства доктор превратил бывший дом М. С. Щепкина в настоящую сокровищницу, богатства которой было невозможно оценить. На плечи Николая Кирилловича Величко — дальнего родственника Валериана Вадимовича легла непростая задача — забота о сохранности уникального собрания и исполнение воли его создателя.
Доктор сам просил о том, чтоб коллекции его, если не будет создан музей М. С. Щепкина, передали на хранение в различные музеи, где у людей появится постоянная возможность созерцать произведения искусства.